# Peyrehorade
Peyrehorade est une commune française, située dans le département des Landes, en région Nouvelle-Aquitaine.
Le gentilé est Peyrehoradais.

## Géographie

### Localisation
| - OpenStreetMap Limite communale. |

Peyrehorade est située dans le pays de l'Adour landais, pays d'Orthe en Maremne, entre les Landes de Gascogne, le Pays basque et le Béarn, en Chalosse, à 18 km au sud de Dax.

### Communes limitrophes
Les communes limitrophes sont  Bélus, Cagnotte, Cauneille, Hastingues, Oeyregave et Orthevielle.
|             | Bélus       | Cagnotte  |
| Orthevielle | Peyrehorade | Cauneille |
| Hastingues  | Oeyregave   |           |

### Hydrographie
Les terres de la commune sont arrosées par le gave de Pau et le gave d'Oloron (affluent de ce dernier) qui s'y réunissent pour former les Gaves réunis.

### Climat
Le climat qui caractérise la commune est qualifié, en 2010, de « climat océanique altéré », selon la typologie des climats de la France qui compte alors huit grands types de climats en métropole. En 2020, la commune ressort du même type de climat dans la classification établie par Météo-France, qui ne compte désormais, en première approche, que cinq grands types de climats en métropole. Il s’agit d’une zone de transition entre le climat océanique et les climats de montagne et le climat semi-continental. Les écarts de température entre hiver et été augmentent avec l'éloignement de la mer. La pluviométrie est plus faible qu'en bord de mer, sauf aux abords des reliefs.
Les paramètres climatiques qui ont permis d’établir la typologie de 2010 comportent six variables pour les températures et huit pour les précipitations, dont les valeurs correspondent à la normale 1971-2000. Les sept principales variables caractérisant la commune sont présentées dans l'encadré ci-après.
| Paramètres climatiques communaux sur la période 1971-2000 - Moyenne annuelle de température : 13,7 °C - Nombre de jours avec une température inférieure à −5 °C : 1 j - Nombre de jours avec une température supérieure à 30 °C : 6 j - Amplitude thermique annuelle : 13,5 °C - Cumuls annuels de précipitation : 1 312 mm - Nombre de jours de précipitation en janvier : 12,5 j - Nombre de jours de précipitation en juillet : 8 j |

Avec le changement climatique, ces variables ont évolué. Une étude réalisée en 2014 par la Direction générale de l'Énergie et du Climat complétée par des études régionales prévoit en effet que la  température moyenne devrait croître et la pluviométrie moyenne baisser, avec toutefois de fortes variations régionales. La station météorologique de Météo-France installée sur la commune et en service de 1971 à 2014 permet de connaître l'évolution des indicateurs météorologiques. Le tableau détaillé pour la période 1981-2010 est présenté ci-après.
| Mois                                  | jan.             | fév.            | mars            | avril           | mai            | juin          | jui.          | août           | sep.           | oct.          | nov.          | déc.            | année      |
| ------------------------------------- | ---------------- | --------------- | --------------- | --------------- | -------------- | ------------- | ------------- | -------------- | -------------- | ------------- | ------------- | --------------- | ---------- |
| Température minimale moyenne (°C)     | 2,9              | 3,2             | 5,1             | 7,2             | 11,1           | 14,2          | 15,9          | 15,9           | 13,3           | 10,3          | 6,2           | 3,8             | 9,1        |
| Température moyenne (°C)              | 7,3              | 8,2             | 10,7            | 12,5            | 16,3           | 19,3          | 21,3          | 21,4           | 19             | 15,6          | 10,7          | 8               | 14,2       |
| Température maximale moyenne (°C)     | 11,8             | 13,2            | 16,2            | 17,9            | 21,5           | 24,4          | 26,7          | 26,8           | 24,7           | 20,8          | 15,1          | 12,2            | 19,3       |
| Record de froid (°C) date du record   | −10,5 15.01.1985 | −10 12.02.12    | −8,5 01.03.05   | −2,2 04.04.1996 | 2,5 08.05.1982 | 6 01.06.11    | 8 11.07.1972  | 6,9 20.08.1972 | 3,5 27.09.1972 | −1,5 16.10.09 | −7 22.11.1998 | −9,5 25.12.01   | −10,5 1985 |
| Record de chaleur (°C) date du record | 22,3 13.01.1993  | 28,2 26.02.1994 | 30,5 21.03.1990 | 32,5 30.04.05   | 36 28.05.01    | 39,5 21.06.03 | 40 20.07.1989 | 41 04.08.03    | 36,5 05.09.06  | 33,7 02.10.01 | 27 01.11.09   | 24,2 23.12.1977 | 41 2003    |
| Précipitations (mm)                   | 119,8            | 108,6           | 94,8            | 122             | 99,2           | 73,4          | 69,9          | 86,5           | 104,7          | 134,7         | 168,5         | 134             | 1 316,1    |

## Urbanisme

### Typologie
Au 1er janvier 2024, Peyrehorade est catégorisée bourg rural, selon la nouvelle grille communale de densité à sept niveaux définie par l'Insee en 2022.
Elle appartient à l'unité urbaine de Peyrehorade, une agglomération intra-départementale regroupant six  communes, dont elle est ville-centre,,. Par ailleurs la commune fait partie de l'aire d'attraction de Peyrehorade, dont elle est la commune-centre,. Cette aire, qui regroupe 3 communes, est catégorisée dans les aires de moins de 50 000 habitants,.

### Occupation des sols

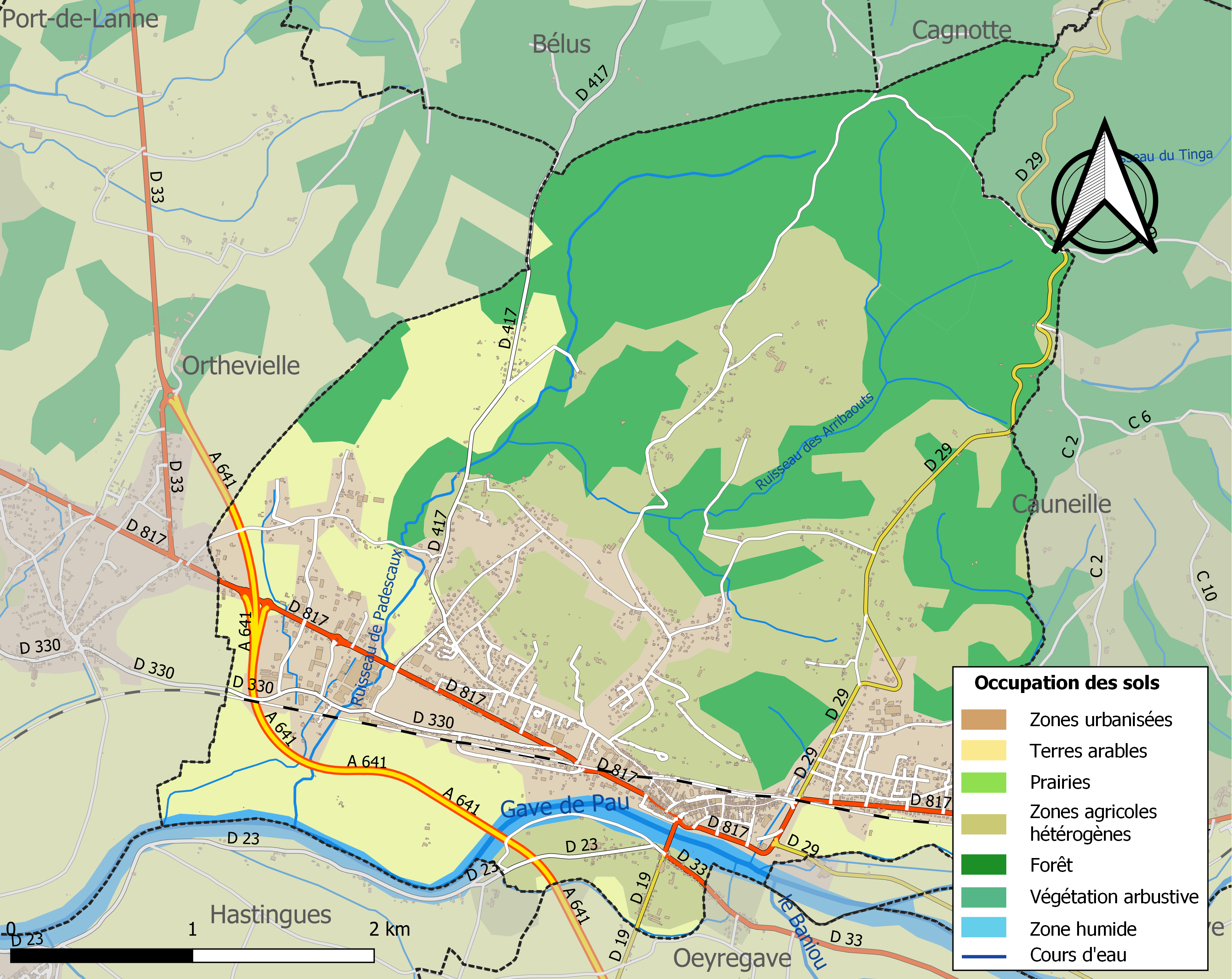
Carte des infrastructures et de l'occupation des sols de la commune en 2018 (CLC).

L'occupation des sols de la commune, telle qu'elle ressort de la base de données européenne d’occupation biophysique des sols Corine Land Cover (CLC), est marquée par l'importance des territoires agricoles (42,6 % en 2018), en diminution par rapport à 1990 (52,3 %). La répartition détaillée en 2018 est la suivante : forêts (35,9 %), zones agricoles hétérogènes (26,1 %), terres arables (16,5 %), zones urbanisées (15,8 %), zones industrielles ou commerciales et réseaux de communication (3,6 %), eaux continentales (2,1 %). L'évolution de l’occupation des sols de la commune et de ses infrastructures peut être observée sur les différentes représentations cartographiques du territoire : la carte de Cassini (XVIIIe siècle), la carte d'état-major (1820-1866) et les cartes ou photos aériennes de l'IGN pour la période actuelle (1950 à aujourd'hui).

### Risques majeurs
Le territoire de la commune de Peyrehorade est vulnérable à différents aléas naturels : météorologiques (tempête, orage, neige, grand froid, canicule ou sécheresse), inondations, mouvements de terrains et séisme (sismicité modérée). Il est également exposé à un risque technologique,  le transport de matières dangereuses. Un site publié par le BRGM permet d'évaluer simplement et rapidement les risques d'un bien localisé soit par son adresse soit par le numéro de sa parcelle.

#### Risques naturels
Certaines parties du territoire communal sont susceptibles d’être affectées par le risque d’inondation par débordement de cours d'eau, notamment le Gave de Pau. La commune a été reconnue en état de catastrophe naturelle au titre des dommages causés par les inondations et coulées de boue survenues en 1983, 1988, 1990, 1993, 1999, 2009, 2013, 2014, 2018, 2019 et 2021 et au titre des inondations par remontée de nappe en 2013 et 2014,.
Les mouvements de terrains susceptibles de se produire sur la commune sont des affaissements et effondrements liés aux cavités souterraines (hors mines) et des tassements différentiels. Par ailleurs, afin de mieux appréhender le risque d’affaissement de terrain, un inventaire national permet de localiser les éventuelles cavités souterraines sur la commune.

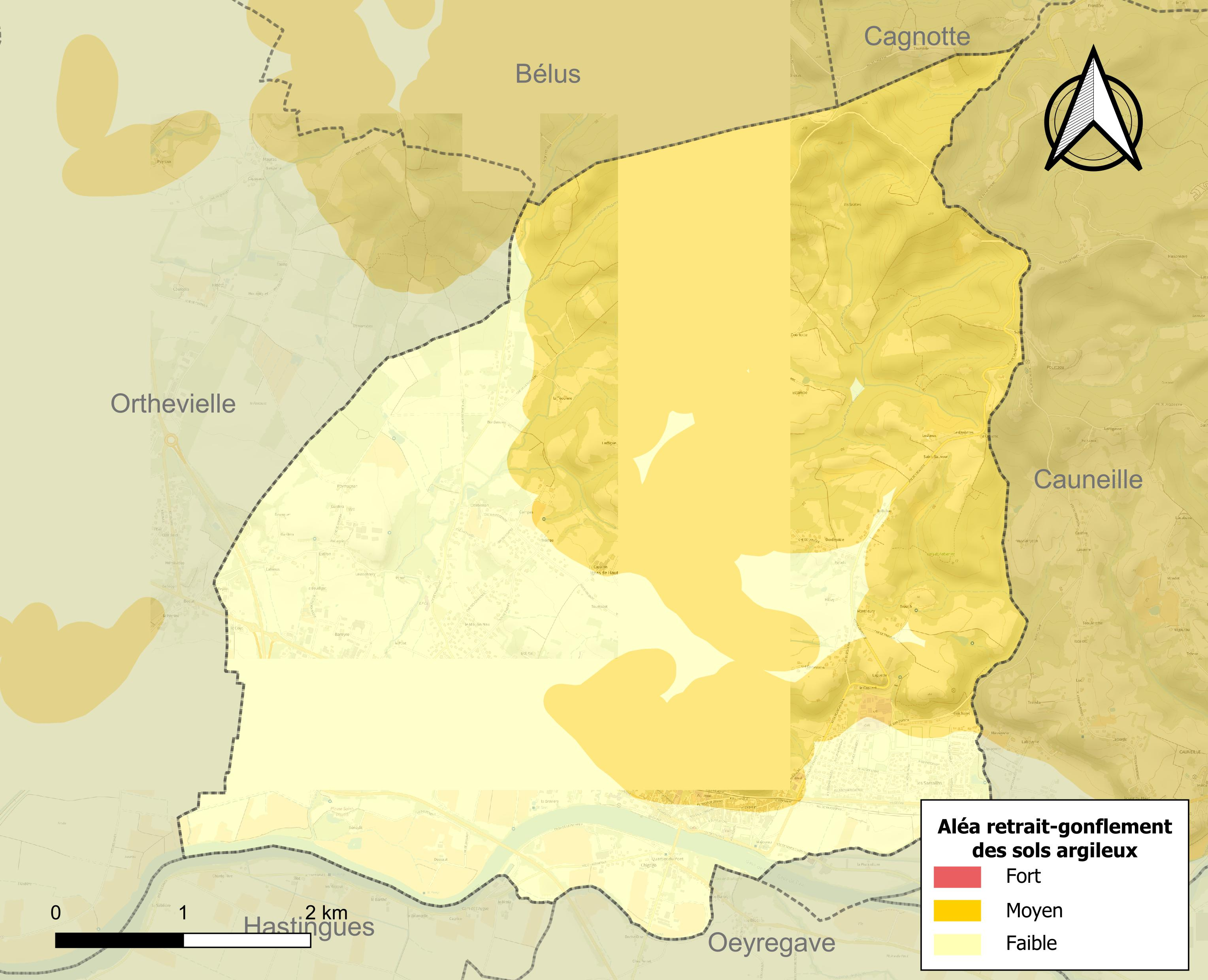
Carte des zones d'aléa retrait-gonflement des sols argileux de Peyrehorade.

Le retrait-gonflement des sols argileux est susceptible d'engendrer des dommages importants aux bâtiments en cas d’alternance de périodes de sécheresse et de pluie. 54,3 % de la superficie communale est en aléa moyen ou fort (19,2 % au niveau départemental et 48,5 % au niveau national). Sur les 1 311 bâtiments dénombrés sur la commune en 2019,  336 sont en aléa moyen ou fort, soit 26 %, à comparer aux 17 % au niveau départemental et 54 % au niveau national. Une cartographie de l'exposition du territoire national au retrait gonflement des sols argileux est disponible sur le site du BRGM,.
Concernant les mouvements de terrains, la commune a été reconnue en état de catastrophe naturelle au titre des dommages causés par la sécheresse en 2011 et par des mouvements de terrain en 1999.

#### Risques technologiques
Le risque de transport de matières dangereuses sur la commune est lié à sa traversée par une ou des infrastructures routières ou ferroviaires importantes ou la présence d'une canalisation de transport d'hydrocarbures. Un accident se produisant sur de telles infrastructures est susceptible d’avoir des effets graves sur les biens, les personnes ou l'environnement, selon la nature du matériau transporté. Des dispositions d’urbanisme peuvent être préconisées en conséquence.

## Toponymie
Son nom occitan gascon est Pèira Horada et signifie pierre trouée.

## Histoire
Au XIe siècle est bâti le  château d'Aspremont, renforcé au XIIIe siècle d'un donjon en pierre, dont il ne reste que ruines. Il est la résidence des vicomtes d'Orthe aux XVe et XVIe siècles.
Au XIIIe siècle est bâti un autre donjon sur le bord des Gaves réunis, pour surveiller et protéger le trafic fluvial, mais aussi pour percevoir une taxe sur les passages. Il est rasé vers 1515, puis remplacé par le château de Montréal.
Début 1367 a lieu une entrevue au château d'Aspremont entre le Prince Noir, Pierre Ier de Castille et Charles le Mauvais. En 1442, les troupes de Charles VII, après avoir pris la ville de Dax le 3 août, viennent s'emparer du château, qui s'était rangé au parti anglais. On connaît mal  les détails relatifs à cet épisode.
Au XVIe siècle, lors des guerres de Religion, le château d'Aspremont est incendié et démantelé par Montgommery.
En 1793, le château de Montréal est saisi puis utilisé de diverses manières jusque vers 1930, où il est restauré par un particulier. C'est aujourd'hui l'hôtel de ville du bourg.
L'église Saint-Martin fut bâtie de 1852 à 1857, à l'emplacement d'une  chapelle du XIe siècle.
Quatre-vingt-neuf enfants de la municipalité sont tombés au champ d'honneur lors des deux Guerres mondiales, en Indochine et en Algérie.
En 2014, 2018 et 2019, Peyrehorade a subi de graves inondations, les eaux atteignant une hauteur de plus de cinq mètres en certains endroits.

## Héraldique
| Blason | Blasonnement : Écartelé : au premier et au quatrième d’or au lion de gueules armé et lampassé de sable, au deuxième et au troisième de gueules aux trois léopards d’or armés et lampassés de sable rangés en pal. |

## Politique et administration

### Liste des maires
| Période                                  | Période    | Identité               | Étiquette | Qualité |
| ---------------------------------------- | ---------- | ---------------------- | --------- | --- |
| < 01/1778                                | 11/02/1784 | Charles Lasserre       |           | Maître apothicaire de Peyrehorade (<1730-1784)                                                                                       |
| 9/5/1800                                 | 11/6/1815  | Clément de Siest       |           | |
| 12/6/1815                                | 26/7/1815  | Arnaud Vivensang       |           | |
| 27/7/1815                                | 30/11/1831 | Clément de Siest       |           | |
| 8/12/1831                                | 16/9/1843  | Arnaud Vivensang       |           | Conseiller général du canton de Peyrehorade (1833-1843)                                                                              |
| 19/9/1843                                | 27/8/1848  | Henri de Garay         |           | |
| 31/8/1848                                | 20/2/1868  | Jean-Antoine Vivensang |           | Conseiller général du canton de Peyrehorade (1843-1871)                                                                              |
| 17/10/1870                               | 10/2/1878  | Henri de Garay         |           | |
| 12/2/1878                                | 28/2/1880  | Arnaud Gaston Lavielle |           | |
| 12/5/1925                                | 11/5/1929  | Henry Dupaya           |           | |
| 12/5/1929                                | 18/3/1934  | Bernard Barbe          |           | |
| 19/3/1934                                | 13/5/1935  | Eugène Peyroux         |           | |
| 17/5/1935                                | 2/9/1941   | André Lesgourgues      |           | |
|                                          |            | Joseph Pinatel         |           | |
|                                          | 28/03/1971 | Jean Dupaya            | Radical   | Conseiller général du canton de Peyrehorade (1961-1967)                                                                              |
| 28/03/1971                               | 12/03/1989 | Paul Lartigue          | DVD       | Conseiller général du canton de Peyrehorade (1973-1979)                                                                              |
| 12/3/1989                                | 10/6/1995  | Jean Cibé              |           | |
| 11/6/1995                                | 2001       | Charles Pinsolle       | DVD       | |
| mars 2001                                | 2014       | Alain Siberchicot      | PS        | Retraité Education nationale Ancien maire de Saint-Lon-les-Mines (1977-2001) Conseiller général du canton de Peyrehorade (1979-2004) |
| mars 2014 (réélu en mai 2020)            | En cours   | Didier Sakellarides    | DVD       | Conducteur de travaux |
| Les données manquantes sont à compléter. |            |                        |           | |

## Démographie
| 1793  | 1800  | 1806  | 1821  | 1831  | 1836  | 1841  | 1846  | 1851  |
| ----- | ----- | ----- | ----- | ----- | ----- | ----- | ----- | ----- |
| 1 940 | 1 986 | 1 978 | 2 103 | 2 453 | 2 638 | 2 742 | 2 630 | 2 734 |

| 1856  | 1861  | 1866  | 1872  | 1876  | 1881  | 1886  | 1891  | 1896  |
| ----- | ----- | ----- | ----- | ----- | ----- | ----- | ----- | ----- |
| 2 579 | 2 516 | 2 567 | 2 503 | 2 507 | 2 510 | 2 824 | 2 669 | 2 562 |

| 1901  | 1906  | 1911  | 1921  | 1926  | 1931  | 1936  | 1946  | 1954  |
| ----- | ----- | ----- | ----- | ----- | ----- | ----- | ----- | ----- |
| 2 597 | 2 621 | 2 578 | 2 337 | 2 377 | 2 251 | 2 232 | 2 181 | 2 401 |

| 1962  | 1968  | 1975  | 1982  | 1990  | 1999  | 2005  | 2006  | 2010  |
| ----- | ----- | ----- | ----- | ----- | ----- | ----- | ----- | ----- |
| 2 584 | 2 591 | 2 861 | 3 093 | 3 056 | 3 017 | 3 357 | 3 435 | 3 467 |

| 2015  | 2020  | 2022  | - | - | - | - | - | - |
| ----- | ----- | ----- | - | - | - | - | - | - |
| 3 616 | 3 637 | 3 693 | - | - | - | - | - | - |

## Économie
La commune constitue l'un des deux sites français combinant la recherche et la production d'organismes génétiquement modifiés  -OGM- (tournesol, maïs, colza) de la firme Monsanto, l'autre étant Saint-Amand-Longpré (Loir-et-Cher). 
En mars 2014, le groupe Monsanto annonce un investissement de 45 millions d’euros à Peyrehorade pour construire trois usines de séchage, trois autres de stockage et installer un nouvel égrenoir et une nouvelle effeuilleuse.
Chaque mercredi matin, la place Aristide-Briand accueille le marché traditionnel des producteurs, une coutume qui remonte à 1358. Un marché de plus petite envergure s’y tient également le samedi matin.

## Lieux et monuments
- Église Saint-Martin de Peyrehorade.
- Château de Montréal : monument le plus visible de Peyrehorade. Aux quatre coins de cet édifice du XVIe siècle se trouvent de robustes tours rondes. Ancienne résidence des vicomtes du pays d'Orthe, il est successivement un hôpital militaire, un couvent et un collège technique. C'est aujourd'hui l'hôtel de ville.
- Château d'Aspremont : a été construit à partir du XIe siècle par la construction d'un donjon sur une motte de terre. Au XIIe siècle, un second donjon a été construit et le château devient la résidence des vicomtes d'Orthe du XVe au XVIe siècle[35].
- Pont de la Coudette[36] (RD 29), ouvrage en béton armé conçu par l'ingénieur Nicolas Esquillan, qui franchit le Gave de Pau.
- Peyrehorade est l'un des deux lieux en Aquitaine, où il est possible de se former aux métiers de l'aéronautique : le lycée des métiers de la sous-traitance aéronautique (LP Jean-Taris).
- Trois cimetières juifs de Peyrehorade.

## Sports
- Peyrehorade sports rugby.

## Galeries

La ville
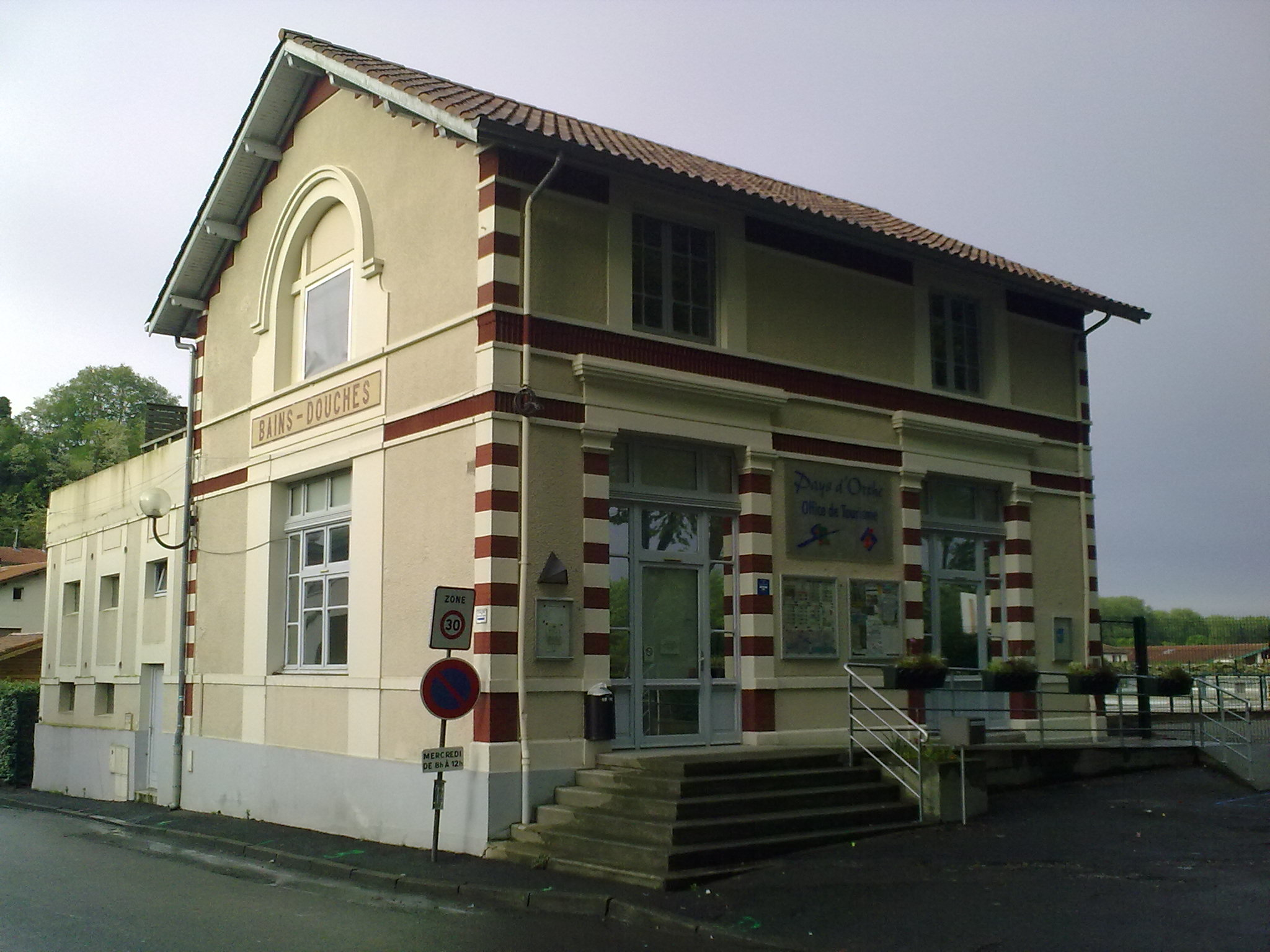
Office de tourisme.
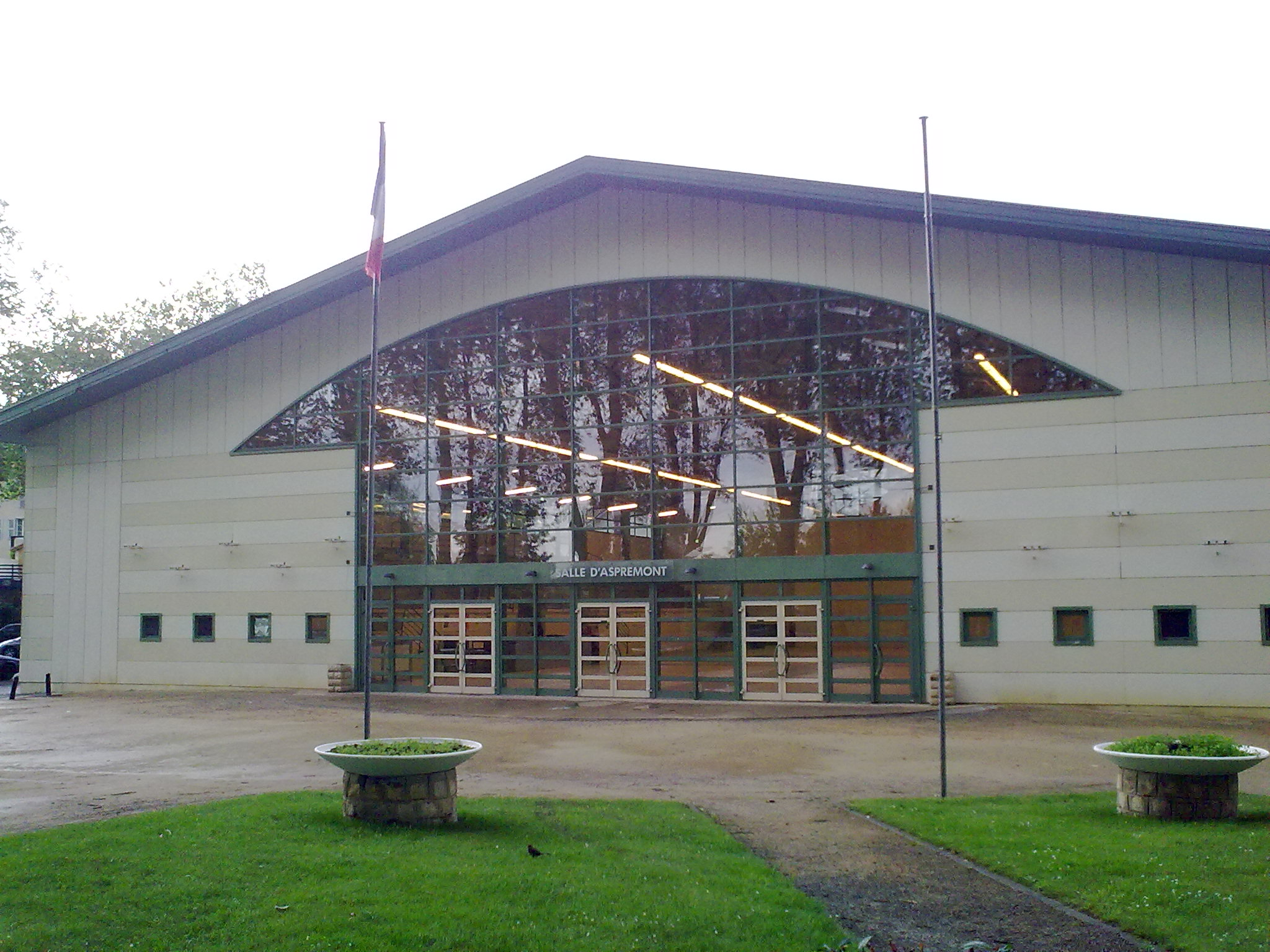
Salle polyvalente.
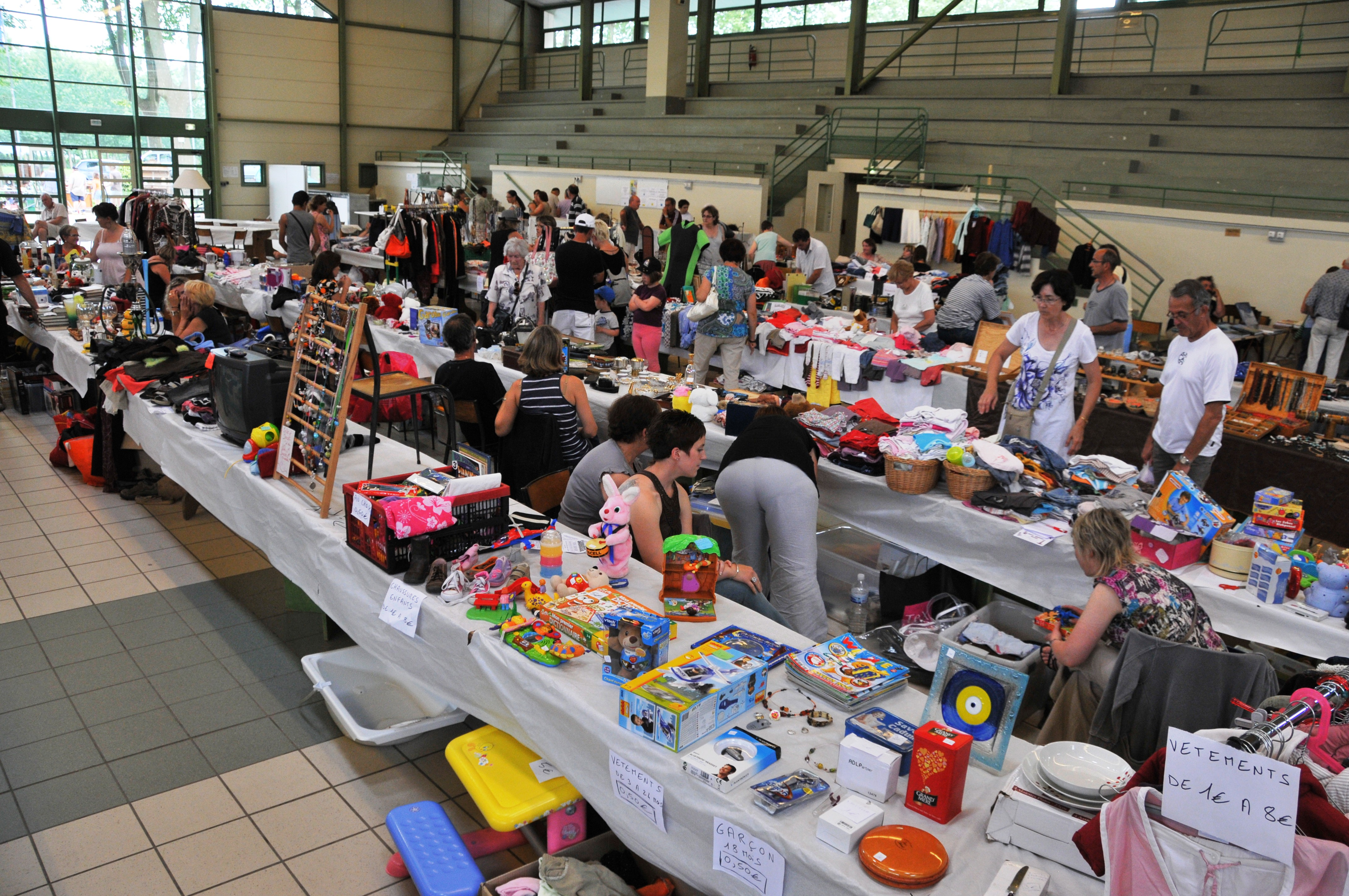
Marché d'autrefois dans la salle polyvalente.
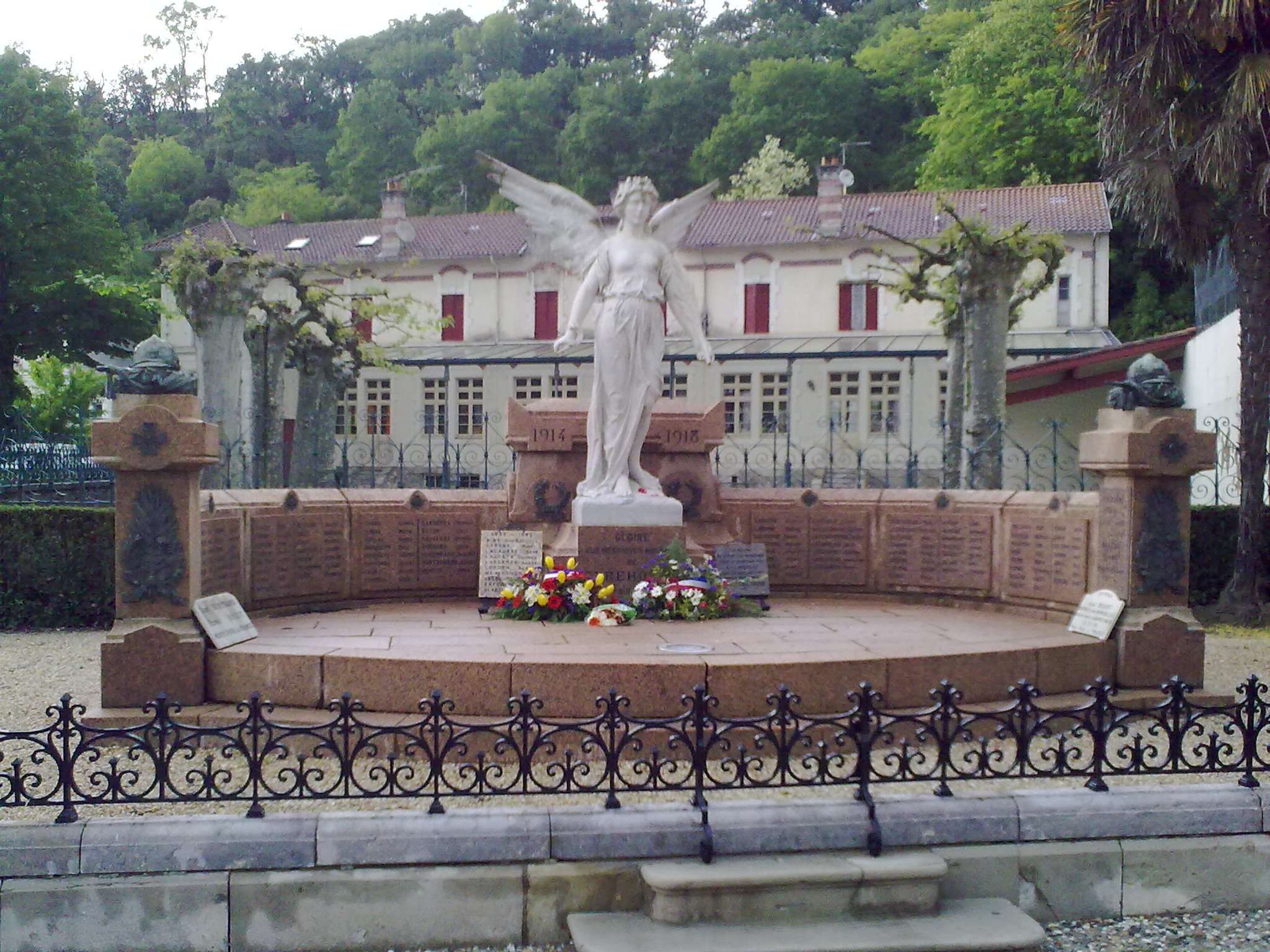
Monument aux morts.

L'église
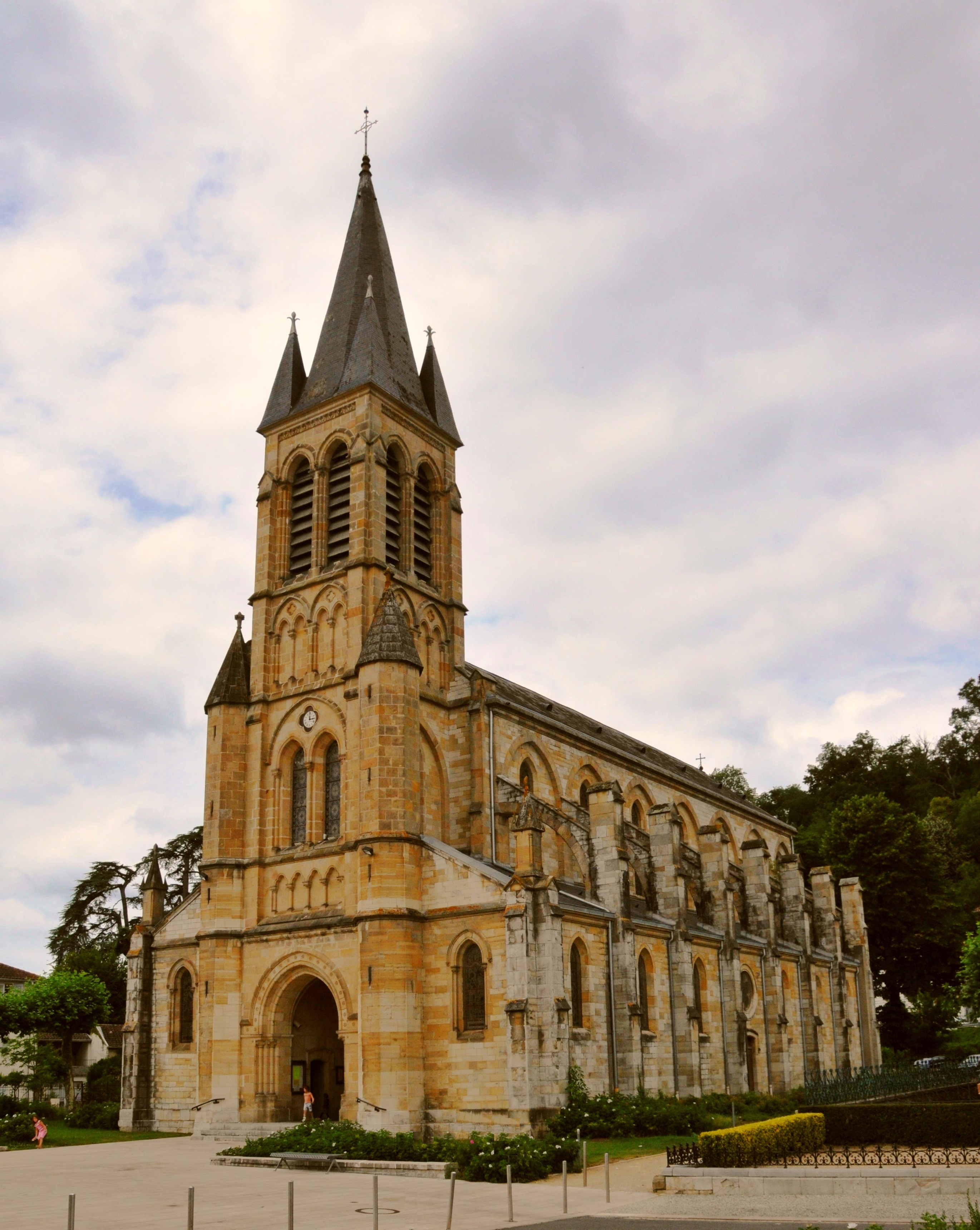
Côté du sud.
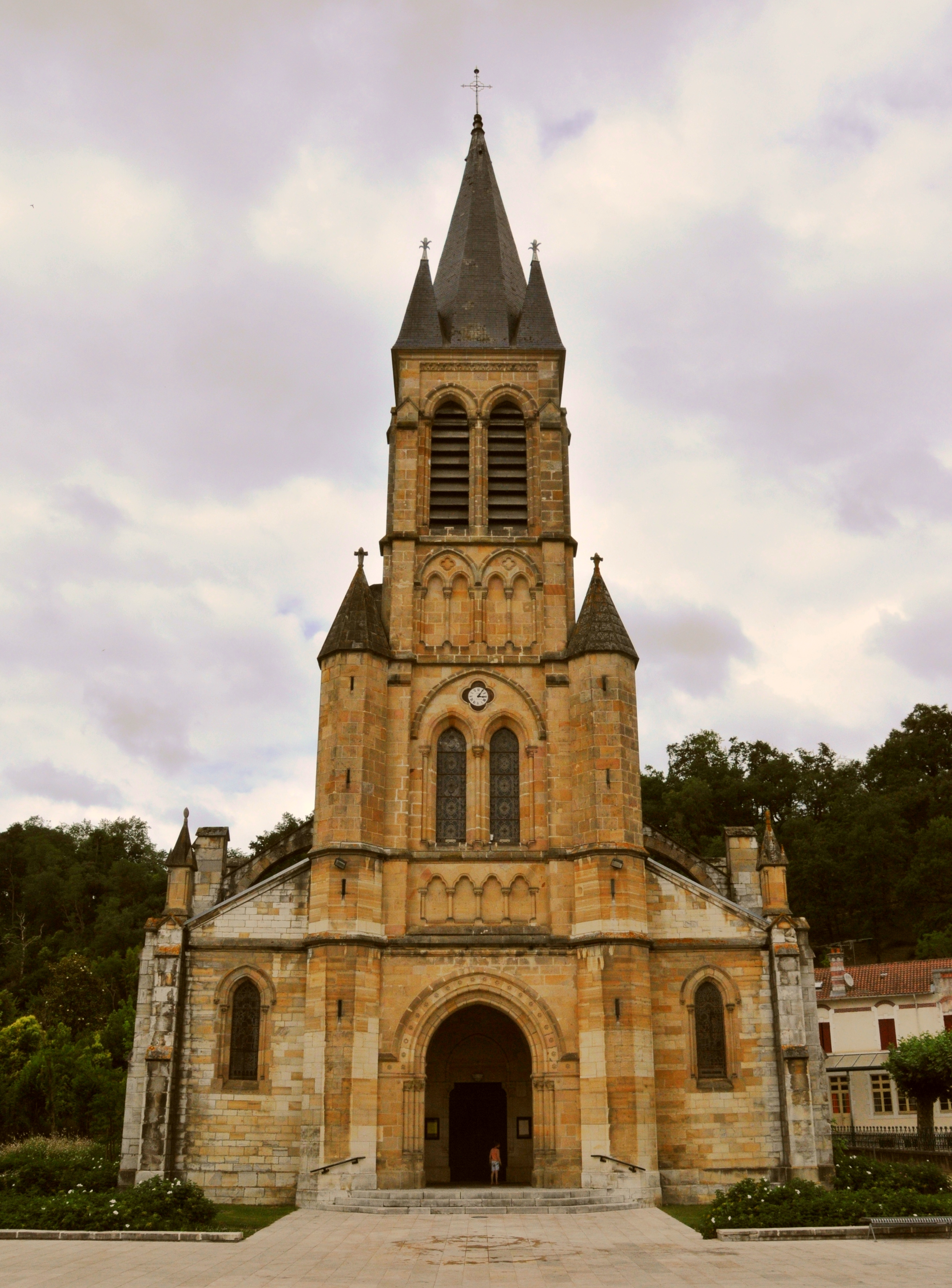
Vue frontale.
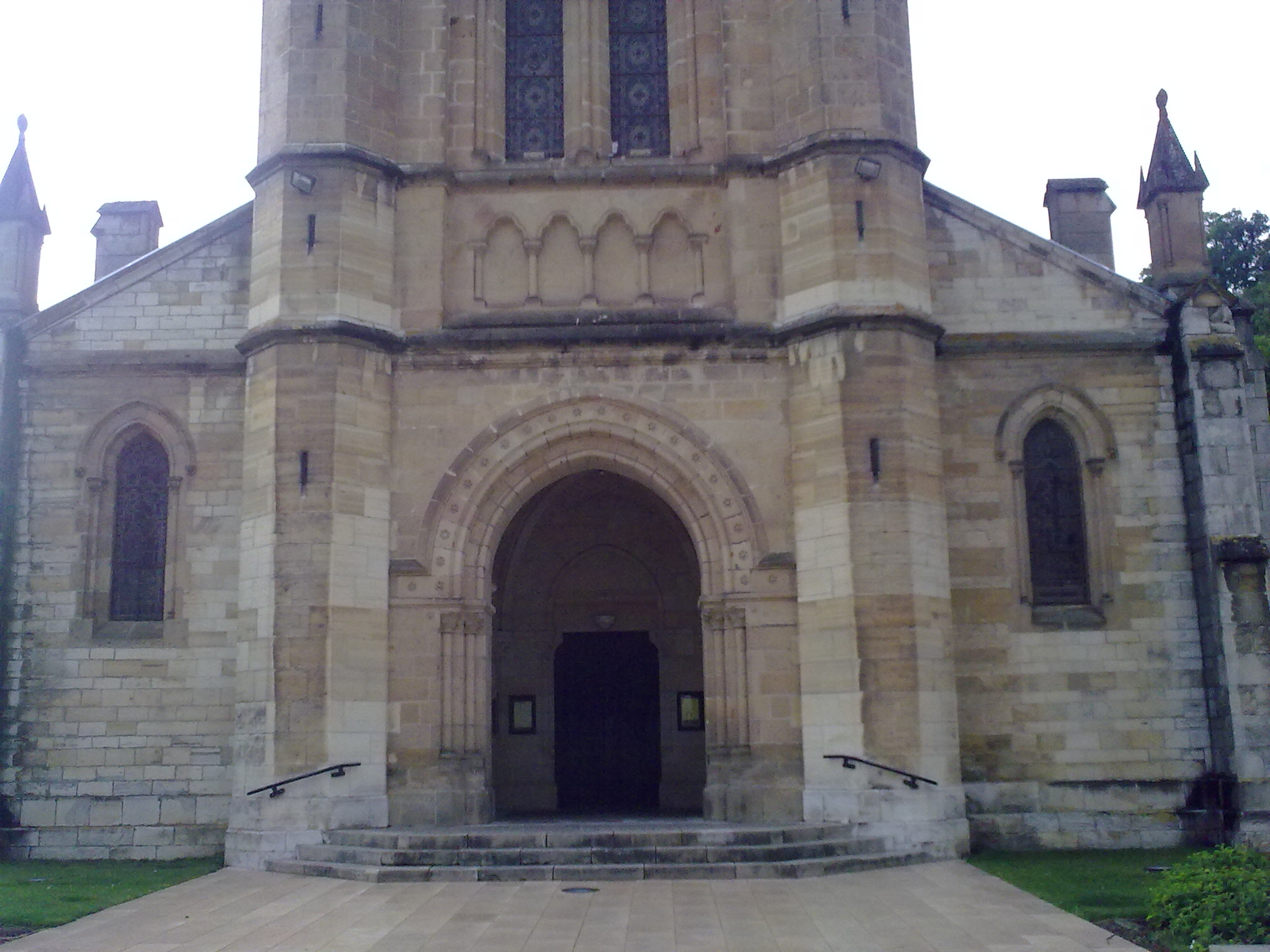
Vue 2 ; détail sur la face avant.
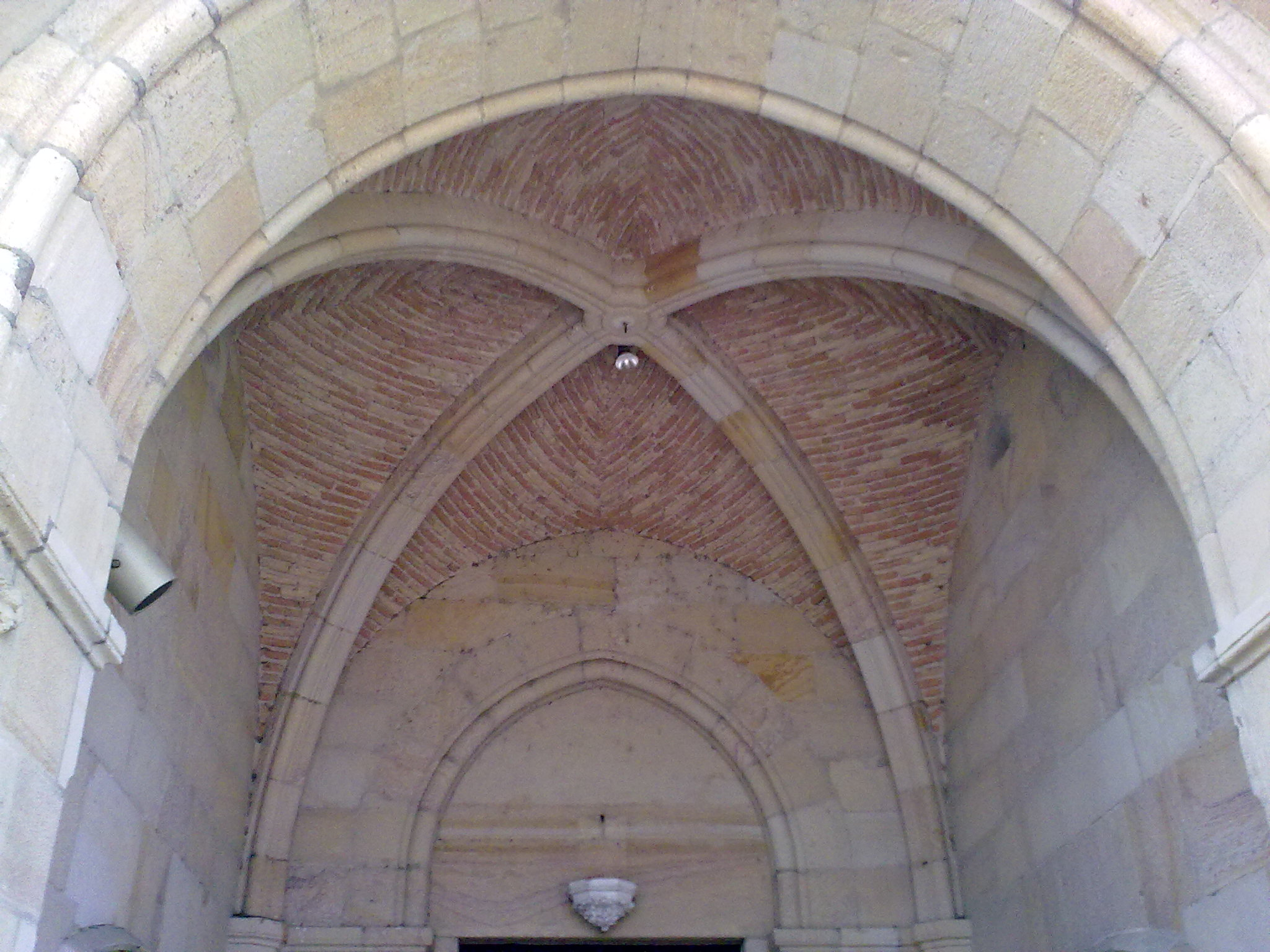
Vue 3 ; détail de l'entrée.
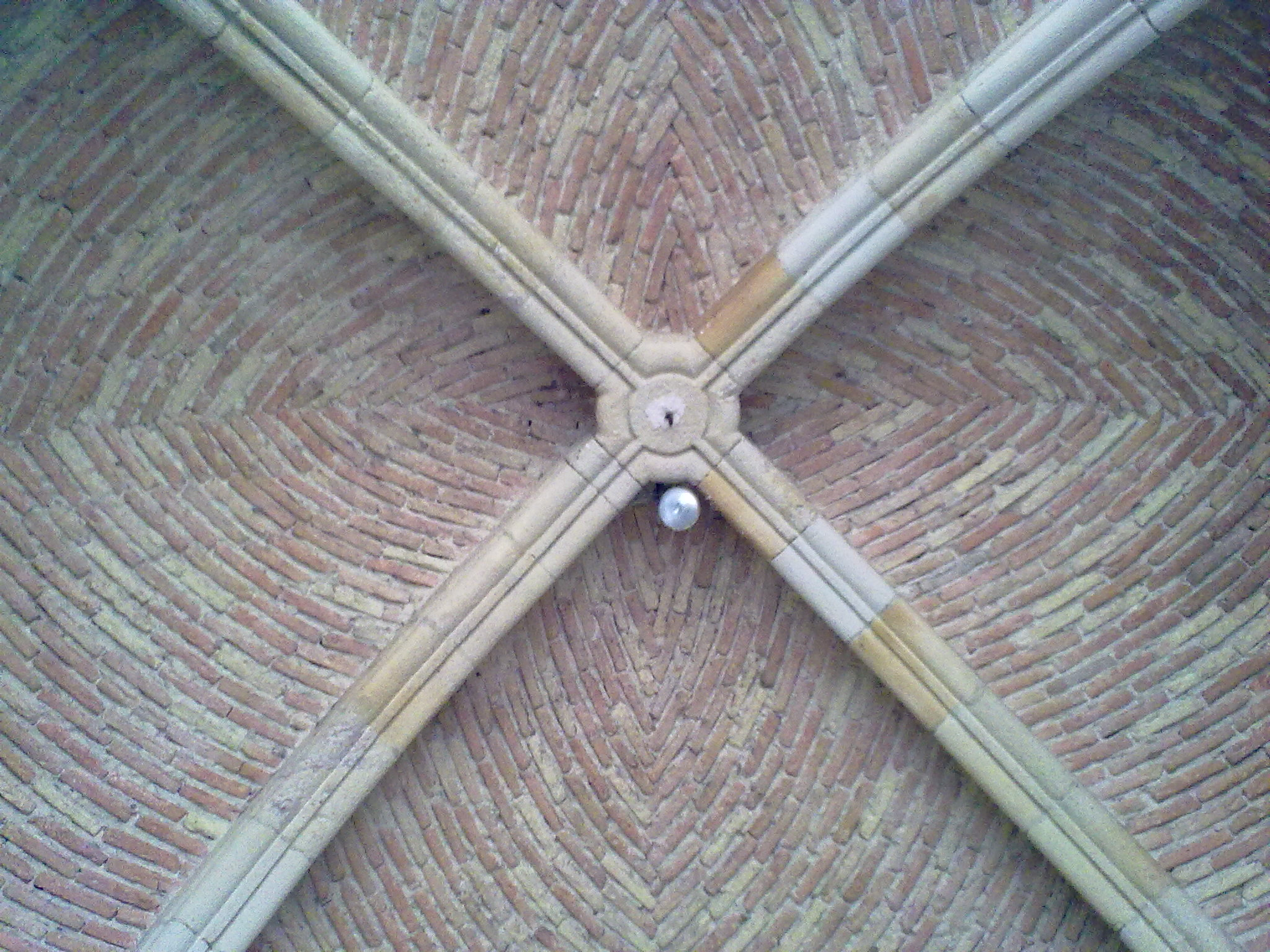
Vue 4.
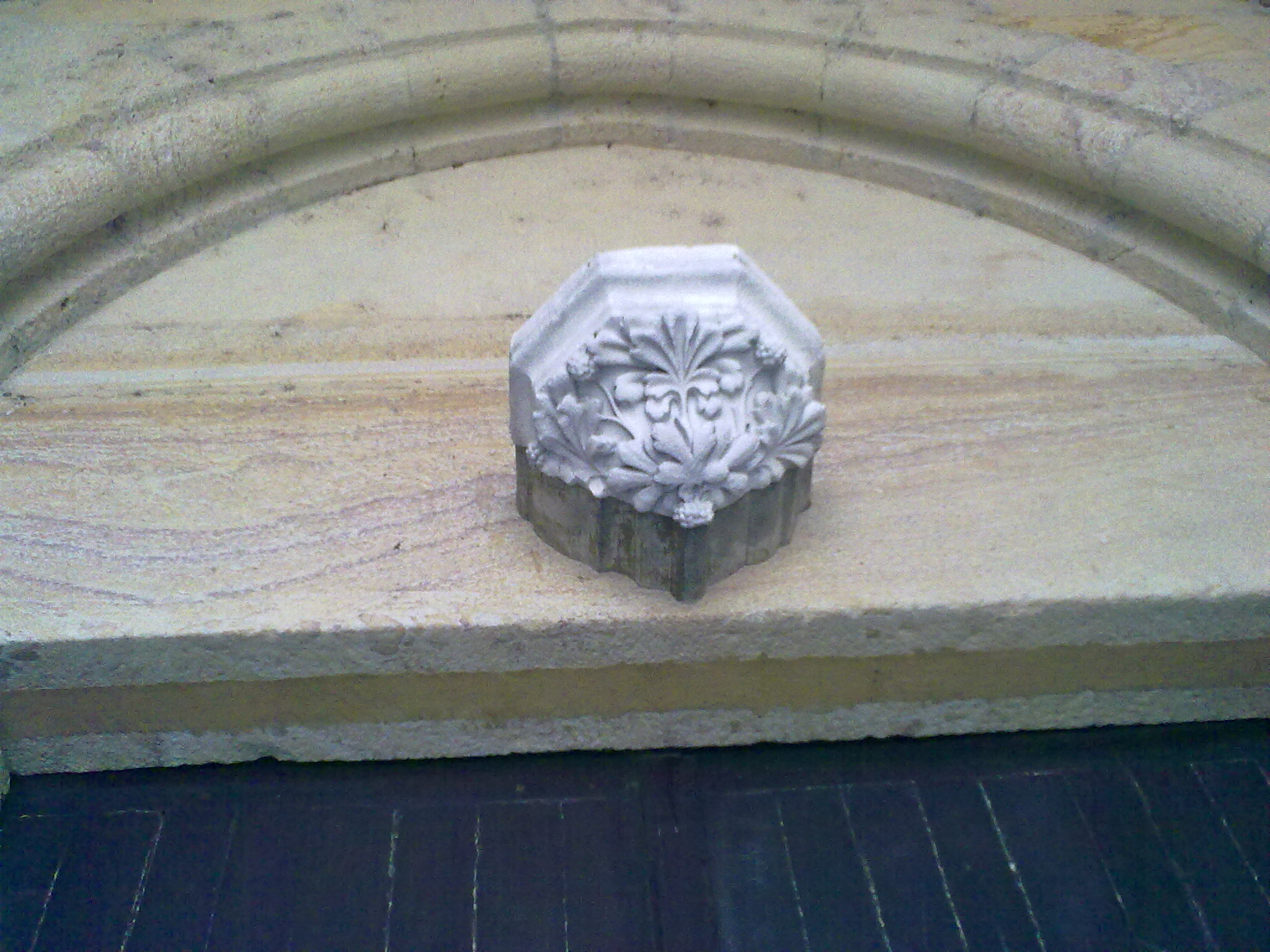
Vue 5.
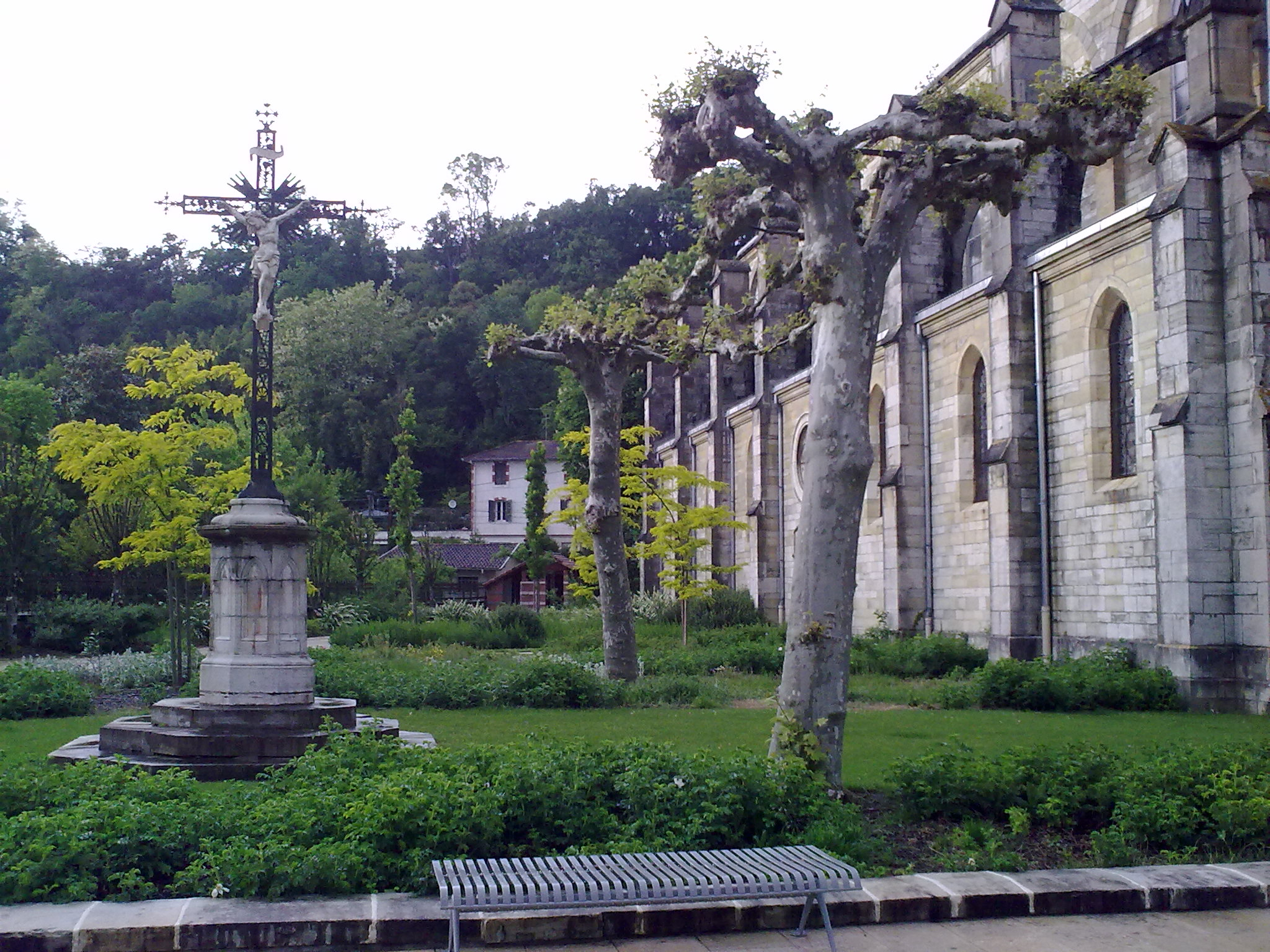
Vue 6 ; jardin à gauche.
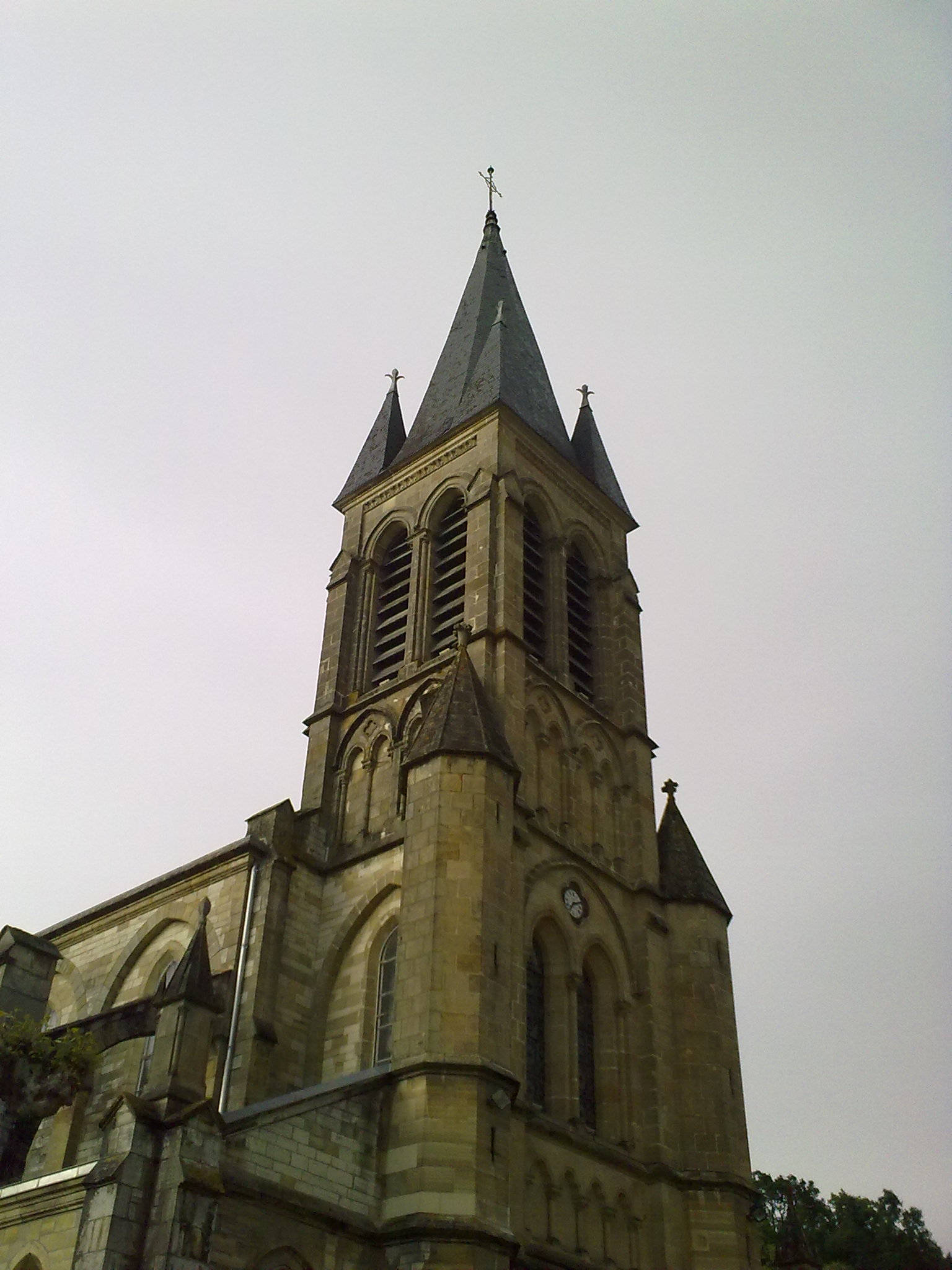
Vue 7 ; détail sur le clocher.
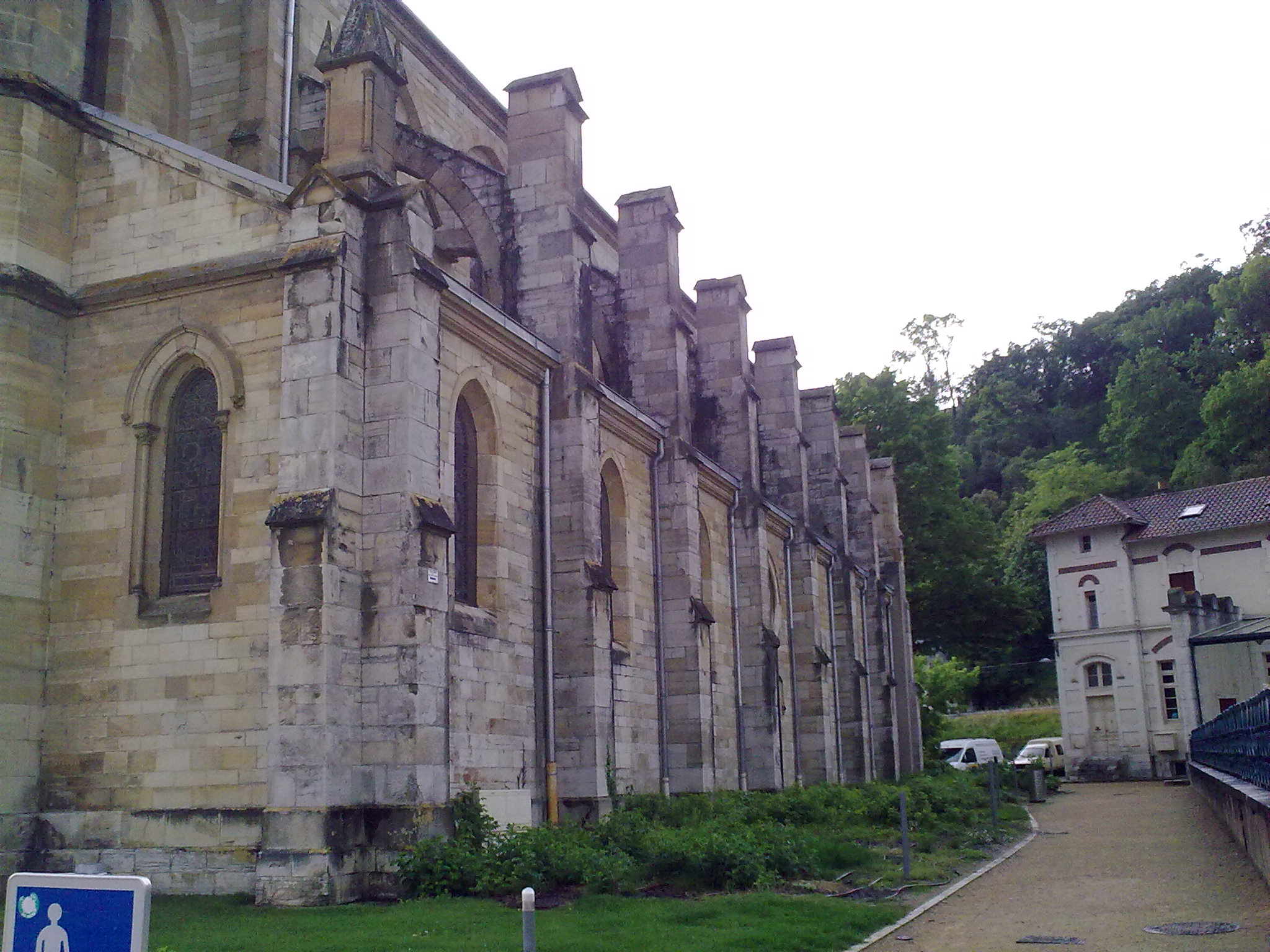
Vue 8 ; détail sur le côté droit.
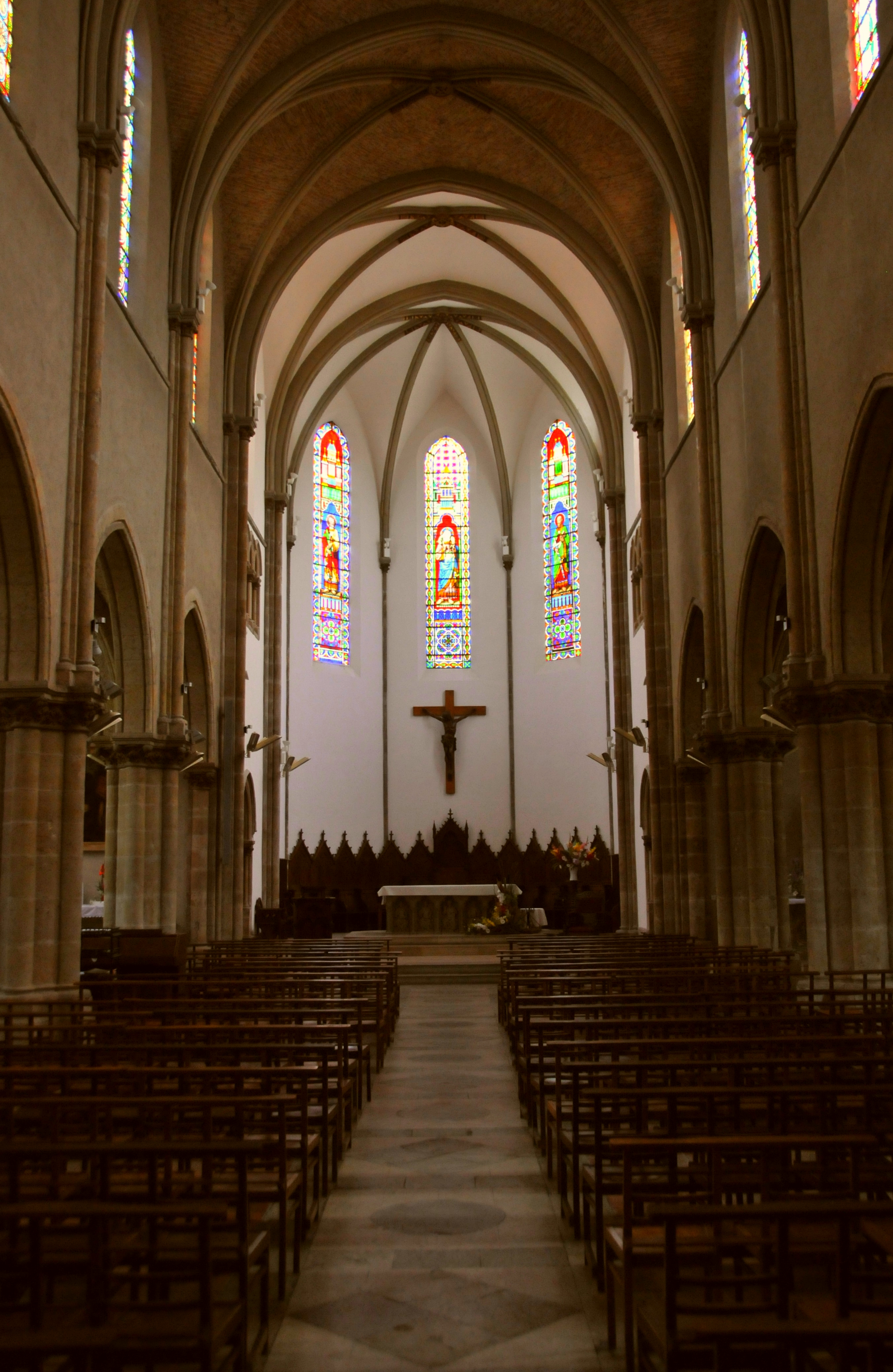
Vue de l'intérieur avec l'espace de l'autel.
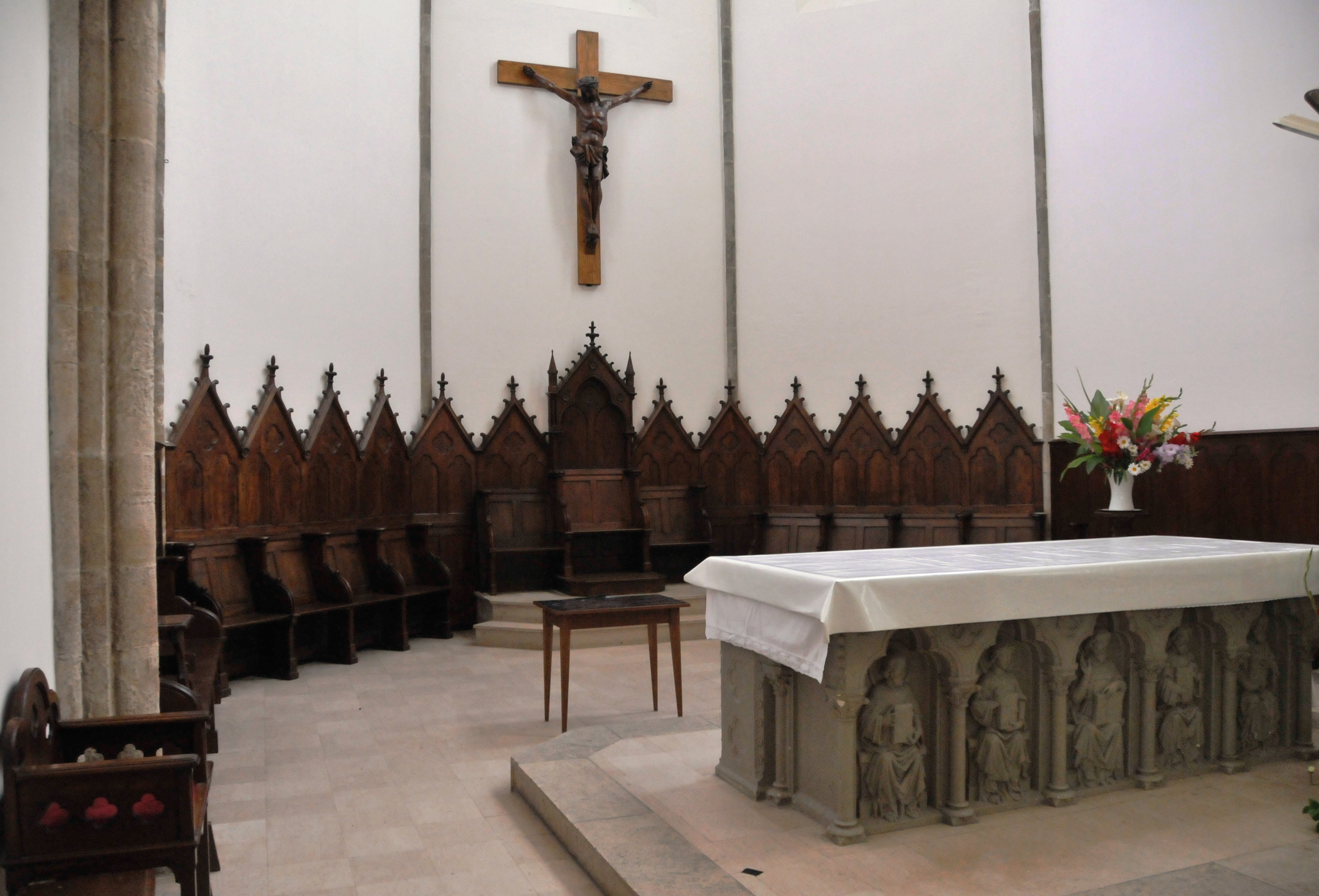
L'espace de l'autel avec les anciens sièges du chœur.
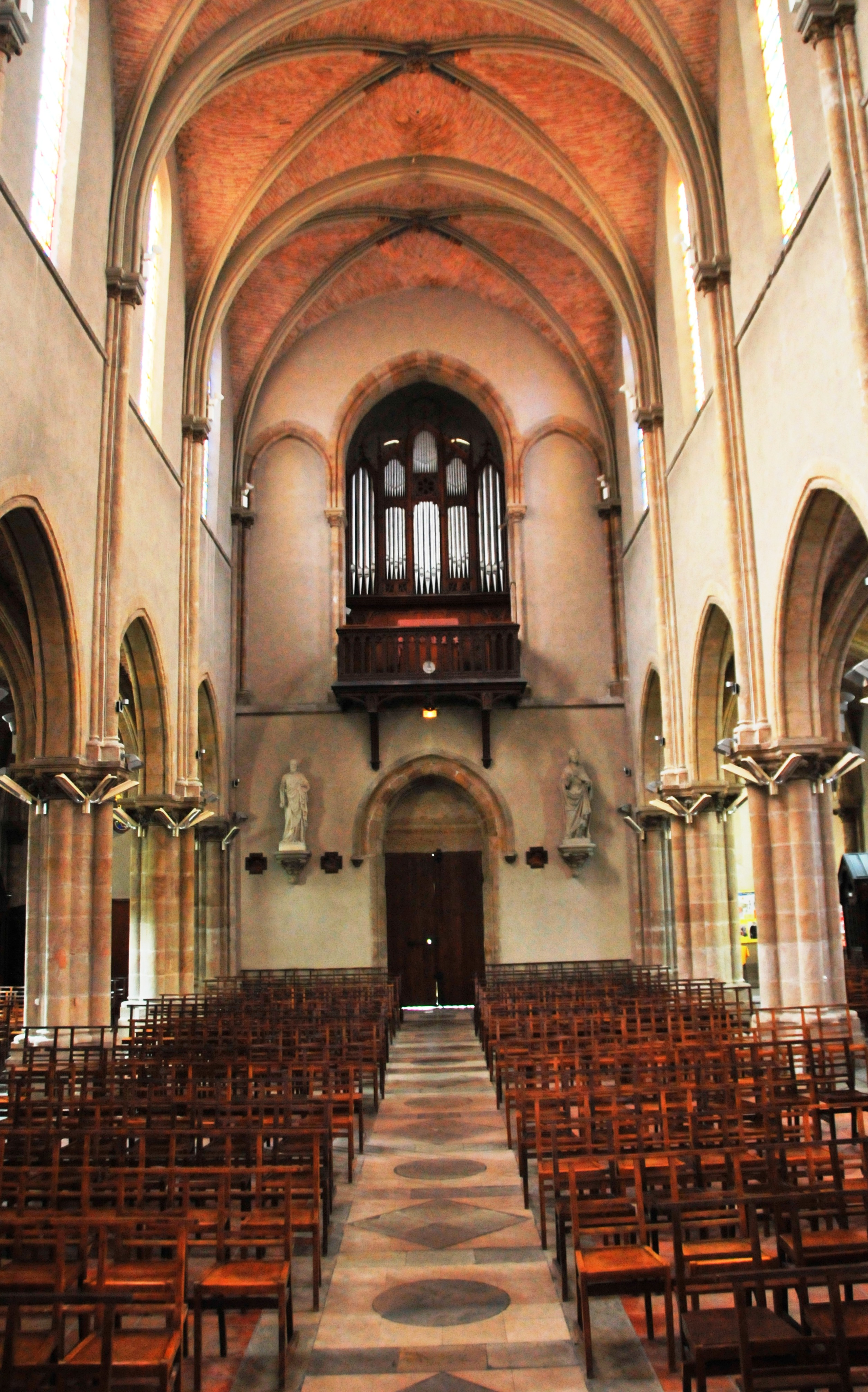
Vue de l'intérieur vers l'orgue.

## Personnalités liées à la commune
- Jean-Marc Desiest (1755-1808), corsaire français du XVIIIe siècle.
- Gratien Ferrier (1771-1848), général des armées de la République et de l'Empire.
- François Baco (1865-1947), instituteur, inventeur des cépages baco noir et baco blanc.
- Amédée Peyroux (1872-1944), homme politique.
- Jean-Baptiste Dortignacq (1884-1928), cycliste.
- Paul Manauthon (1913-1941), résistant français.
- Jean Darrieussecq (1924-1992), ancien joueur français de rugby à XV.
- Roger Labernède (1930-2001), joueur de rugby au Racing club de France, champion de France 1959.
- Claude Laborde (1940-), joueur international de rugby à XV.
- Marie-Catherine Girod (1949-), pianiste.
- Michel Taffary (1950-), joueur international de rugby à XV.
- Geneviève Darrieussecq (1956-), maire de Mont-de-Marsan, secrétaire d’État auprès du ministre des Armées sous Édouard Philippe, née à Peyrehorade.
- Christophe Lamaison (1971), joueur de rugby.
- Jean-Frédéric Dubois (1973-), joueur puis entraineur de rugby à XV.
- Julien Peyrelongue (1981-), joueur de rugby au Biarritz Olympique.
- Monsieur de Peyrehorade, personnage de fiction de la nouvelle La Vénus d'Ille.

## Jumelages
- Saint-Louis Bourgfelden (France)
- Medina de Pomar (Espagne)